# Tetranesodon conorhynchus
Tetranesodon conorhynchus là một loài cá trong họ Ariidae, và là thành viên duy nhất của chi Tetranesodon. Chúng là loài đặc hữu của vùng West Papua, Indonesia.